# Nate Carr
Nathaniel „Nate“ Carr (* 24. Juni 1960 in Erie, Pennsylvania) ist ein ehemaliger US-amerikanischer Ringer. Er gewann die Bronzemedaille bei den Olympischen Spielen 1988 in Seoul im freien Stil im Leichtgewicht. 

## Werdegang
Nate Carr wuchs in einer ringerbegeisterten Familie in seinem Geburtsort auf und hatte noch 15 Geschwister, von denen weitere fünf dem Ringersport frönten. Er besuchte die Erie Tech High School und begann dort als Jugendlicher mit dem Ringen. Er rang ausschließlich im freien Stil und war in jenen Jahren schon recht erfolgreich. So gewann er 115 von 122 Kämpfen, die er in seiner High-School-Zeit bestritt. Sein erster größerer Erfolg, mit dem er die Aufmerksamkeit auf sich lenkte, war der Gewinn der Meisterschaft des Staates Pennsylvania im Leichtgewicht.
Ab 1979 besuchte Nate Carr die Iowa State University. Dort entwickelte er sich enorm weiter und gewann in den Jahren 1981, 1982 und 1983 die NCAA Division I Collegiate Championships (= US-amerikanische Studentenmeisterschaften), die in den Vereinigten Staaten einen sehr hohen Stellenwert hat. Auf Grund dieser Erfolge wurde er 1983 zu den Weltmeisterschaften in Kiew nominiert. Als auf der internationalen Ringermatte völlig unerfahrener Ringer musste er sich dort mit dem 8. Platz im Leichtgewicht begnügen.
In den Folgejahren startete Nate Carr wegen Gewichtsproblemen im Weltergewicht. In dieser Gewichtsklasse hatte er aber in Kenneth Monday und David Schultz für ihn unschlagbare Gegner im eigenen Land. Trotzdem kam er 1986 bei den Panamerikanischen Meisterschaften in Colorado Spings zum Einsatz und belegte dort den 1. Platz im Weltergewicht.
Nate Carr startete nach seiner Studentenzeit für den Wrestling Club Cyclone in Iowa City und später für die Sunkist Kids in Phoenix/Arizona.
Zu den Olympischen Spielen 1988 in Seoul trainierte er wieder in das Leichtgewicht ab. Er setzte sich in der US-amerikanischen Olympiaausscheidung gegen Eddie Urbano durch und vertrat die USA in Seoul im Leichtgewicht. Er lieferte dort sehr gute Kämpfe, wurde aber im Halbfinale von Arsen Fadsajew aus der Sowjetunion besiegt. Im Kampf um die Bronzemedaille setzte sich Nate Carr gegen den Japaner Kōsei Akaishi durch. In einem Vorrundenkampf gewann Nate Carr gegen den Aschaffenburger Alexander Leipold, der damals ganz am Beginn seiner langen und erfolgreichen Karriere stand, knapp nach Punkten.
Im Jahre 1990 war Nate Carr noch einmal bei den Weltmeisterschaften in Tokio im Leichtgewicht am Start. Er belegte dort in seinem Pool den 3. Platz und besiegte dann den Türken Kamil Kocaoğlu im Kampf um den 5. Platz des Gesamtergebnisses.
1991 beendete Nate Carr seine Laufbahn als aktiver Ringer. In der Zeit von 1986 bis 1998 war er Trainerassistent an der West Virginia University. Jetzt wohnt er in Jones County in Georgia. Er betätigt sich dort ehrenamtlich als Trainer an der Jones County High School. Für seine Verdienste um den Ringersport wurde er 2003 in die National Wrestling Hall of Fame aufgenommen. Sein Sohn Nate Carr, Jr. zählt zu den großen Hoffnungen der US-amerikanischen Ringerverbandes.

## Erfolge
international
- 1983, 8. Platz, WM in Kiew, F, Le, Sieger: Arsen Fadsajew, UdSSR vor Bujandelgeriin Bold, Mongolei und Kamen Penew, Bulgarien;

- 1986, 1. Platz, World Cup in Toledo, F, We, vor Raúl Cascaret Fonseca, Kuba, Anatoli Ponomarjew, UdSSR, Luwsangiin Enchbajar, Mongolei u. Geoff Marsh, Australien;

- 1986, 1. Platz, Panamerikanische Meisterschaften in Colorado Springs, F, We, vor Galdino Rodriguez, Mexiko, Ken Bradford, Kanada u. Pedro C. Murillo, Peru;

- 1988, 2. Platz, Panamerikanische Meisterschaften, F, We, hinter Alberto Rodriguez Hernandez, Kuba u. vor Rick Dove, Kanada, Galdino Rodriguez u. Felix Villalobos Isasola, Peru;

- 1988, Bronzemedaille, OS in Seoul, F, Le, hinter Arsen Fadsajew u. Park Jang-Soon, Südkorea u. vor Kōsei Akaishi, Japan, David McKay, Kanada u. Jukka Rauhala, Finnland;

- 1989, 2. Platz, World Cup in Toledo, F, Le, hinter Arsen Fadsajew u. vor Chris Wilson, Kanada u. Jesus E. Rodriguez Garzon, Kuba;

- 1990, 5. Platz, WM in Tokio, F, Le, hinter Arsen Fadsajew, Georgios Athanasiadis, Griechenland, Jesus E. Rodriguez Garzon u. Kōsei Akaishi u. vor Kamil Kocaoğlu, Türkei;

- 1990, 2. Platz, Grand Masters of Wrestling in Pittsburgh, F, Le, gemeinsam mit John Giura hinter Arsen Fadsajew u. Boris Budajew, UdSSR

national
- 1981, 1. Platz, NCAA-Champ., F, Le,
- 1982, 1. Platz, NCAA-Champ., F, Le,
- 1983, 1. Platz, NCAA-Champ., F, Le,
- 1987, 2. Platz, AAU-Champ., F, We, hinter David Schultz
- 1988, 1. Platz, AAU-Champ., F, Le,
- 1989, 1. Platz, AAU-Champ., F, Le,
- 1990, 1. Platz, AAU-Champ., F, Le